# 光洋薬品
光洋薬品株式会社（こうようやくひん）は、医薬品・衛生材料・化粧品の卸売を中心とする日本の企業であった。現在はスズケングループの一社「（株）サンキ」である。医薬品の卸売手。地盤の広島では2位。

## 大株主
- 日野健三
- 宅味靖夫
- 田辺製薬
- 宅味載雄
- 三谷博雄

## 沿革
- 1879年（明治12年） - 広島市に日野薬品の基礎を興す。
- 1910年（明治43年） - 府中市に宅味薬品の基礎を興す。
- 1965年（昭和40年）11月 - 「日野薬品」と「宅味薬品」が合併「光洋薬品株式会社」を設立[1]
  - 広島営業所・福山営業所・呉営業所・府中営業所・岡山営業所・岩国営業所の6拠点を築く[1]
- 1967年（昭和42年）9月 - 尾道営業所を開設[1]
- 1968年（昭和43年）12月 - 山口県の「三谷薬品株式会社」の医薬品卸部門の営業権を譲受[1]
  - 徳山営業所・防府営業所・宇部営業所・下関営業所の4拠点を築く[1]
- 1969年（昭和44年）4月 - 三次営業所を開設[1]
- 1970年（昭和45年）3月 - 広島市南区宇品海岸三丁目8番8号に本社を移転
- 1981年（昭和56年）3月 - 「株式会社ホクヨー」の萩支店・下関支店の営業権を譲受[1]
  - 萩営業所開設[1]
- 1987年（昭和62年）4月 - 「株式会社サンキ（旧）」（本社・鳥取県米子市）を吸収合併し「株式会社サンキ」に商号変更[1]

## 営業所
- 広島県：広島市・福山市・呉市・三次市・尾道市
- 山口県：防府市・宇部市・山口市・岩国市・下関市・萩市・徳山市
- 岡山県：岡山市

## 主な取引メーカー
- 田辺製薬
- 山之内製薬（現在・アステラス製薬）
- 藤沢薬品工業（現在・アステラス製薬）
- エーザイ
- 第一製薬（現在・第一三共）
- 中外製薬
- 小野薬品工業
- 萬有製薬
- 大日本住友製薬
- ファイザー